# Únětice (kraj środkowoczeski)
Únětice – gmina w Czechach, w powiecie Praga-Zachód, w kraju środkowoczeskim. Według danych z dnia 1 stycznia 2013 liczyła 629 mieszkańców.